# Prieuré de Saint-Gorgon
Le prieuré de Saint-Gorgon à Saint-Nabor sur un champ appelé le Korisacker, est un ancien prieuré qui se trouvait sur le sentier des pèlerins menant d'Ottrott à l'abbaye de Hohenbourg. Selon la tradition, c'est Herrade de Landsberg qui en 1178 aurait acheté le territoire de Saint-Gorgon en friche pour y établir d'abord une petite chapelle, puis un prieuré permettant d'accueillir les Prémontrés d'Etival. Le prieuré fut ruiné pendant les guerres des Temps modernes (Guerre des Paysans, Guerre de Trente Ans). En 1733, une métairie fut construite sur place. Laissé à l'abandon au XVIe siècle, le prieuré tomba complètement en ruine au début du XXe siècle. Les rares vestiges encore visibles (dont la métairie de 1733) furent anéantis par un incendie criminel en 1991.

## Historique
Saint Gorgon, officier de l'empereur Dioclétien, évoque un martyr des catacombes dont les reliques parviennent en 764 à l'abbaye de Gorze en Moselle. On ignore la date et les circonstances de la construction de ce prieuré. On suppose qu'à l'époque où les deux communautés des abbayes de Hohenbourg et de Niedermunster n'étaient pas encore séparées, deux sanctuaires dédiés à ce saint lorrain furent construits au pied du massif du Mont Sainte Odile. Le prieuré de Saint-Gorgon était situé sur un domaine appelé Saint-Gorgon au pied du Mont Sainte-Odile sur le sentier des pèlerins menant d'Ottrott au monastère de Hohenbourg.
L'abbesse Herrade dite de Landsberg (abbesse de 1167 à 1195) acheta le domaine vers 1178 pour établir d'abord une chapelle, puis un petit prieuré pour les Prémontrés d'Étival,. Elle signe avec l'abbé des Prémontrés d'Étival connu sous le nom de Warnier un contrat et lui octroie des revenus dans plusieurs villages, afin que les religieux ne manquent de rien. Ils reçoivent en outre un petit bois situé à Ergersheim qu'il faut voir comme le village de Krautergersheim et non son homonyme situé près de Molsheim. Tous ces biens devaient assurer la célébration quotidienne des messes dans la chapelle Saint Jean-Baptiste érigée au sommet de Hohenbourg.
Le prieuré de Saint-Gorgon fut détruit une première fois en 1525 par les Rustauds, puis en juillet 1622 par les mercenaires d'Ernst von Mansfeld (1580-1626), général de Frédéric V roi de Bohême. Avec ses 20 000 mercenaires, il envahit également Obernai, Ottrott, Rosheim et Andlau, le Mont Sainte Odile et les abbayes de Truttenau et de Niedermunster, ainsi que les villages situés entre Strasbourg et Molsheim. Ce sont ensuite les troupes françaises de Louis XIV qui s'acharnent à détruire les éléments subsistants.
En 1632, les Suédois envahissent le prieuré anéantissant le peu de vestiges restants. À partir du XVIIe siècle, complètement en ruines, il est converti par le prieur Réginald Vautrop en métairie à partir de 1733. En 1746, le chanoine Dionysius Albrecht fait bâtir un oratoire en souvenir de la chapelle disparue. En 1820, on a découvert à l'emplacement un sarcophage sur le champ de Saint-Gorgon (appelé aujourd'hui le Korisacker ou Kolisacker). Même si depuis le début du XXe siècle l'endroit est envahi par des hautes herbes et des ronces, il constitue encore dans les années 1920 une étape d'excursion du Club vosgien.
En 1991, un incendie criminel, dont les coupables n'ont jamais été retrouvés, parachève la destruction des ruines, réduisant encore davantage les vestiges de l'ancien prieuré de Saint-Gorgon. Il ne subsiste presque plus rien aujourd'hui, sauf quelques pierres éparses et quelques pans de murs.
En 2020, le prieuré de Prémontrés et la ferme sont référencés au patrimoine architectural de la Base Mérimée, sous la notice IA00075614 rédigée en 1992.

## Galerie d'images

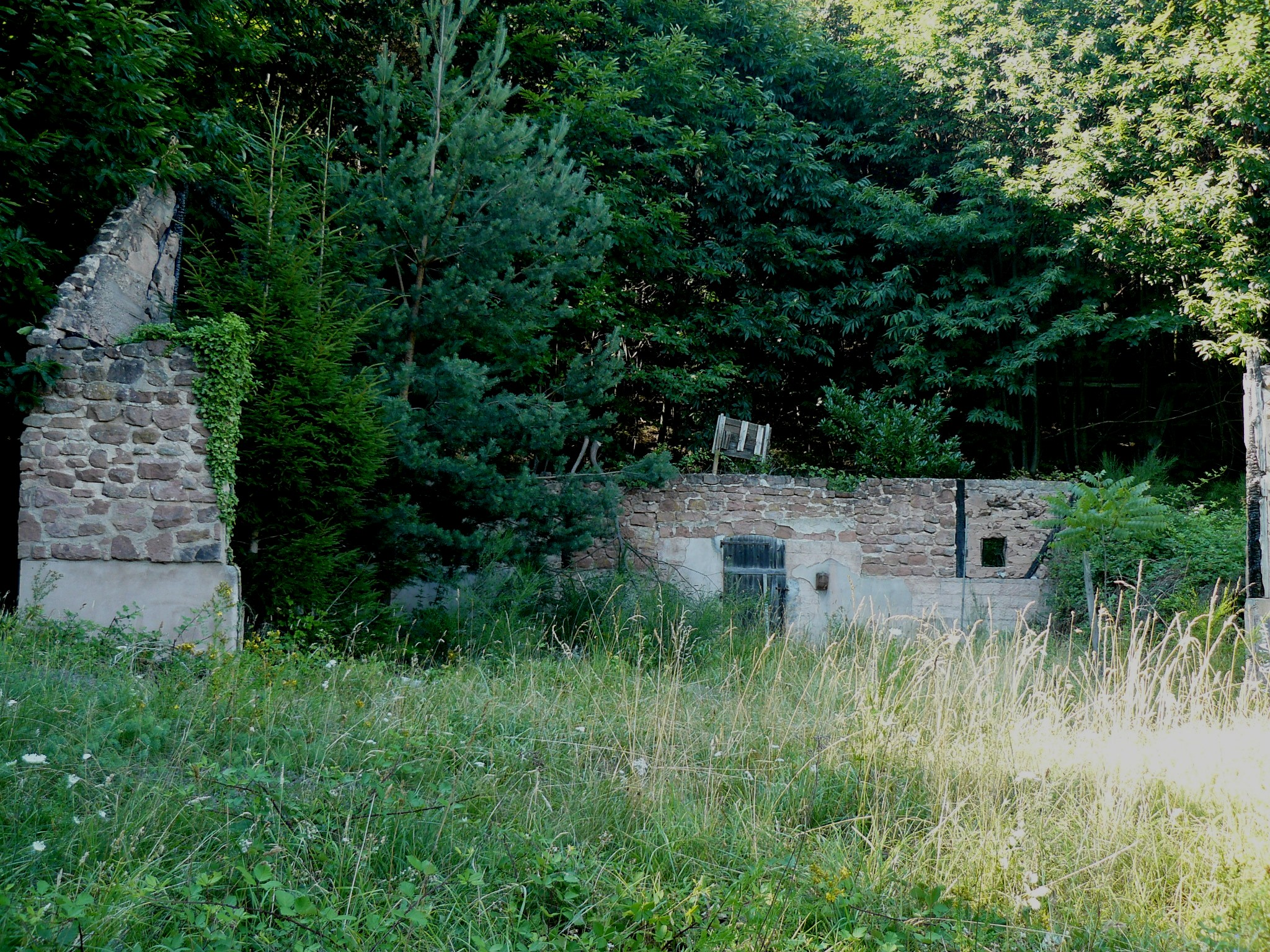
Ruines de l'ancienne métairie calcinée construite en 1733 et quelques pierres de l'ancien prieuré de Saint-Gorgon.
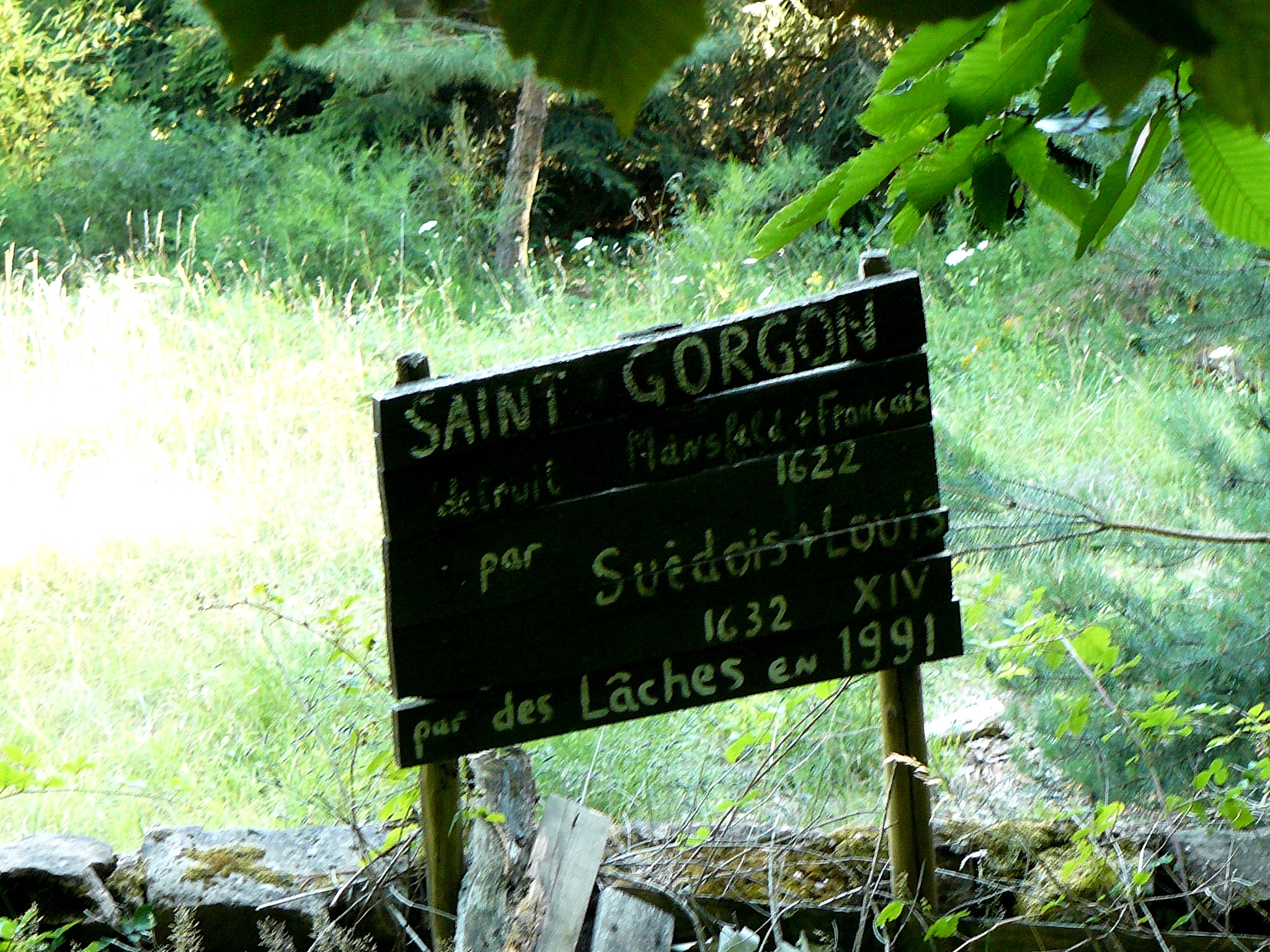
Un panneau sur le champ du Korisacker indique l'endroit où se trouvait le prieuré de Saint-Gorgon.
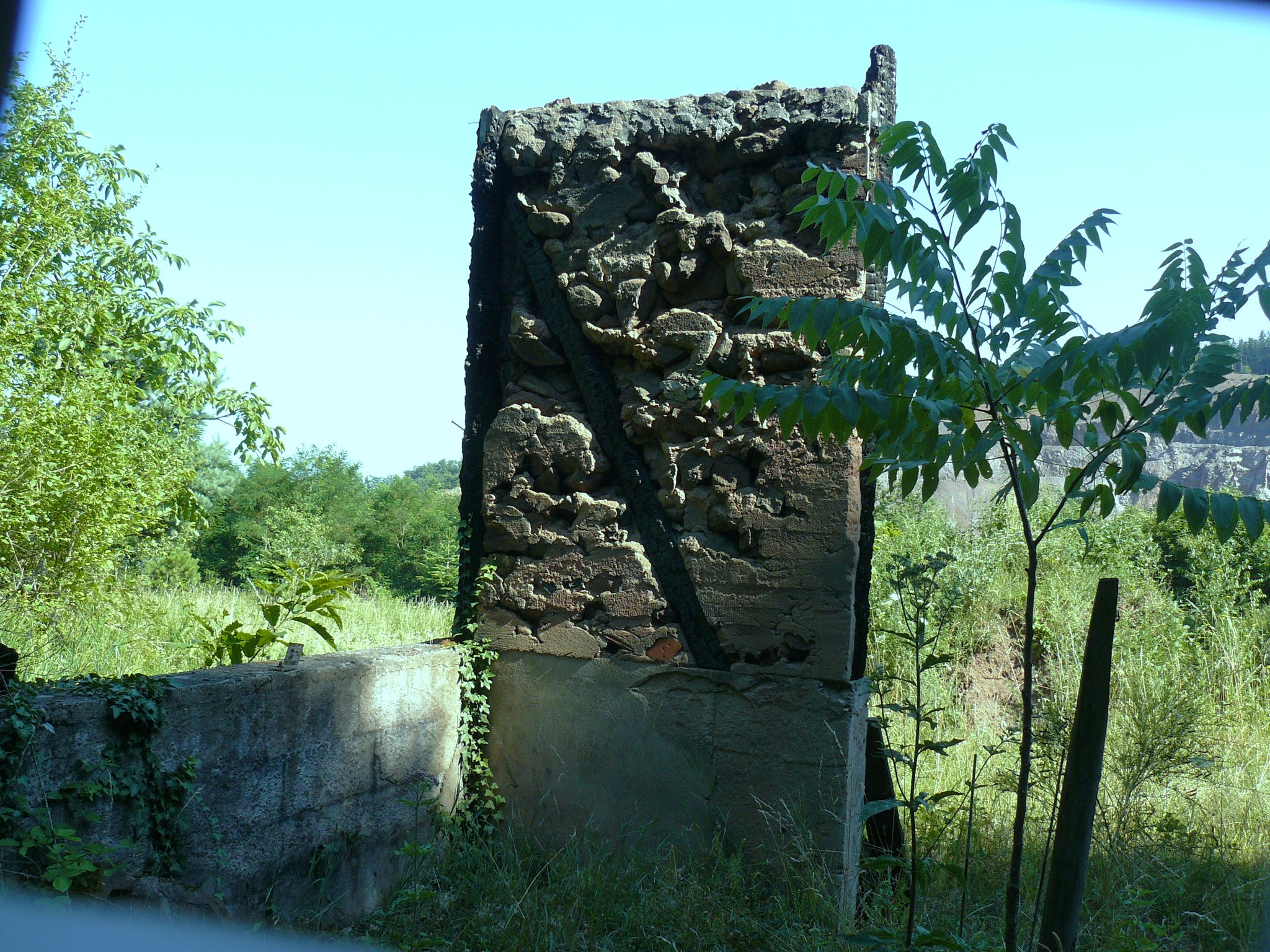
Vestige des ruines du prieuré de Saint-Gorgon.
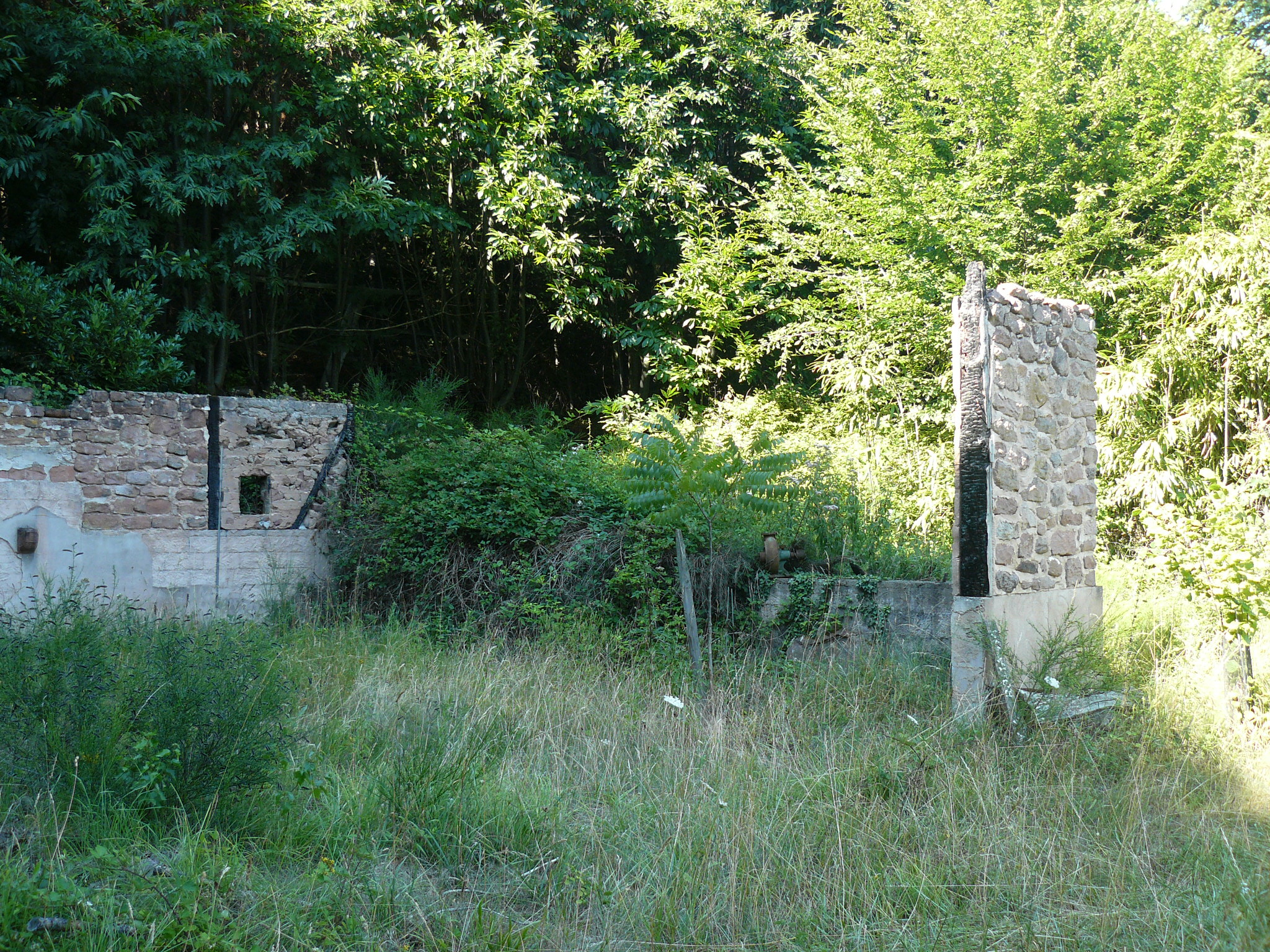
Quelques pierres éparses de l'ancien prieuré de Saint-Gorgon.
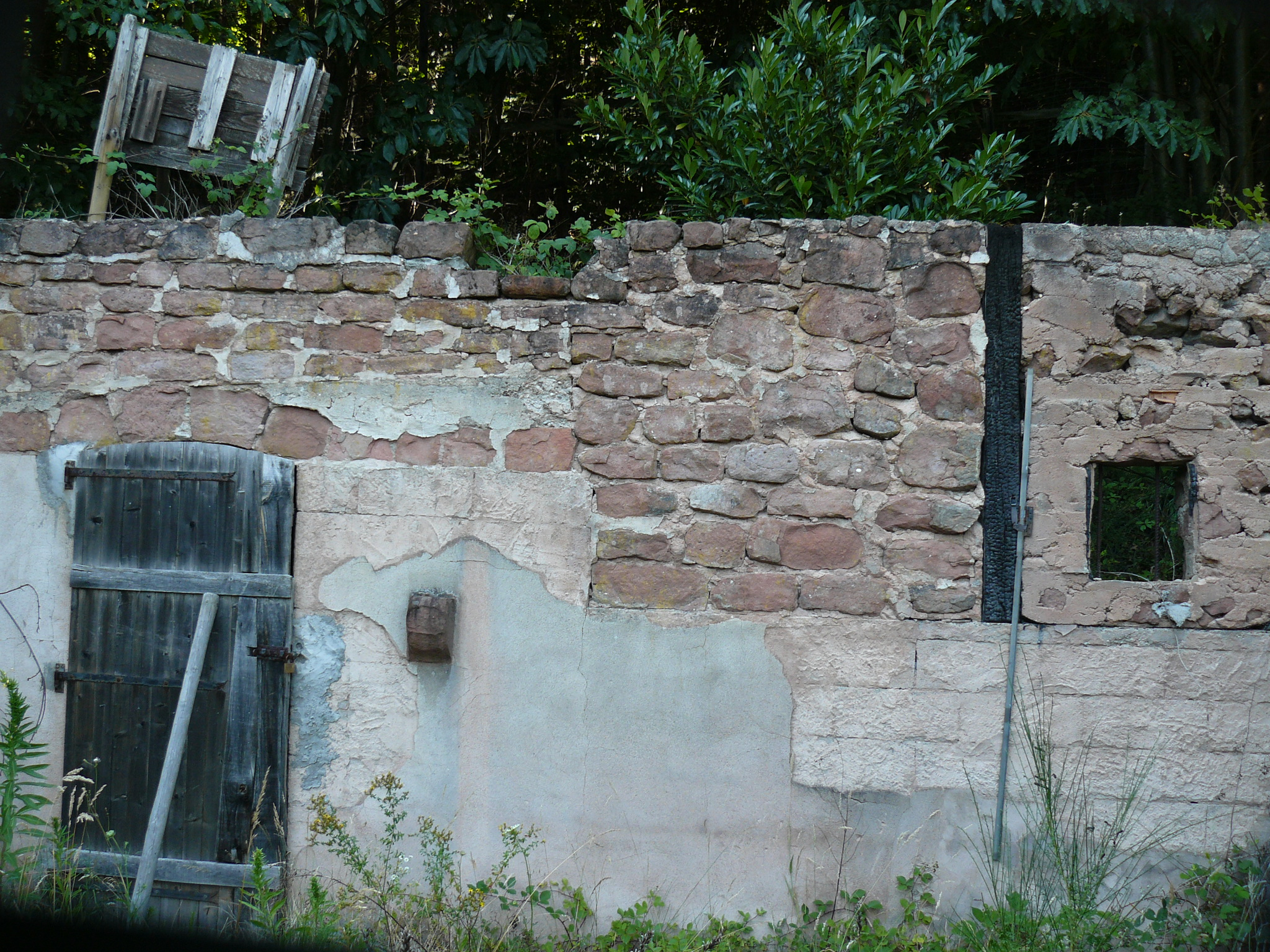
Ruines du prieuré de Saint-Gorgon. Ici probablement ce qui reste de l'ancienne métairie construite en 1733.
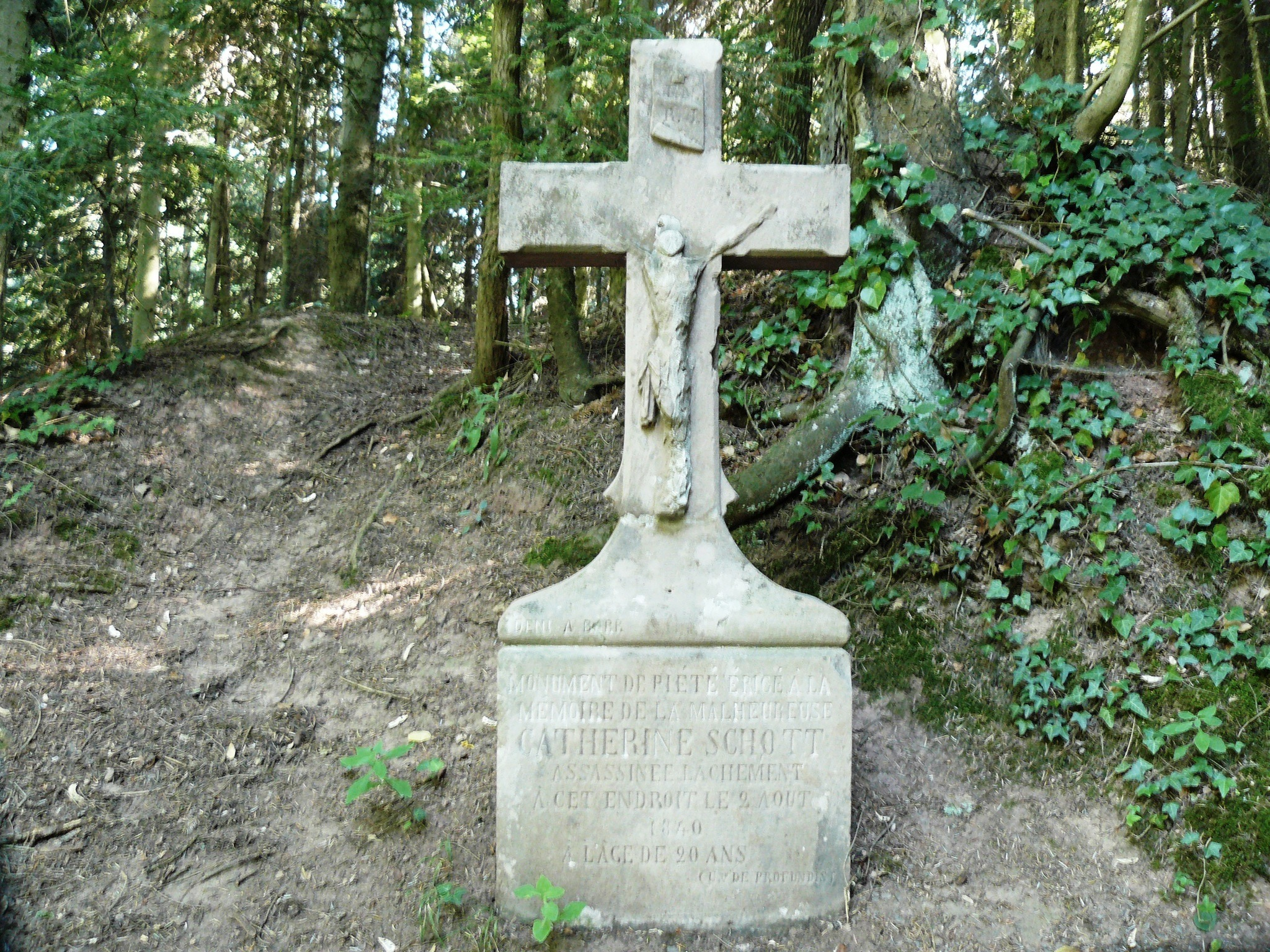
Croix sur le sentier des pèlerins menant au Mont-Sainte-Odile, avant le carrefour saint-Gorgon[N 3].
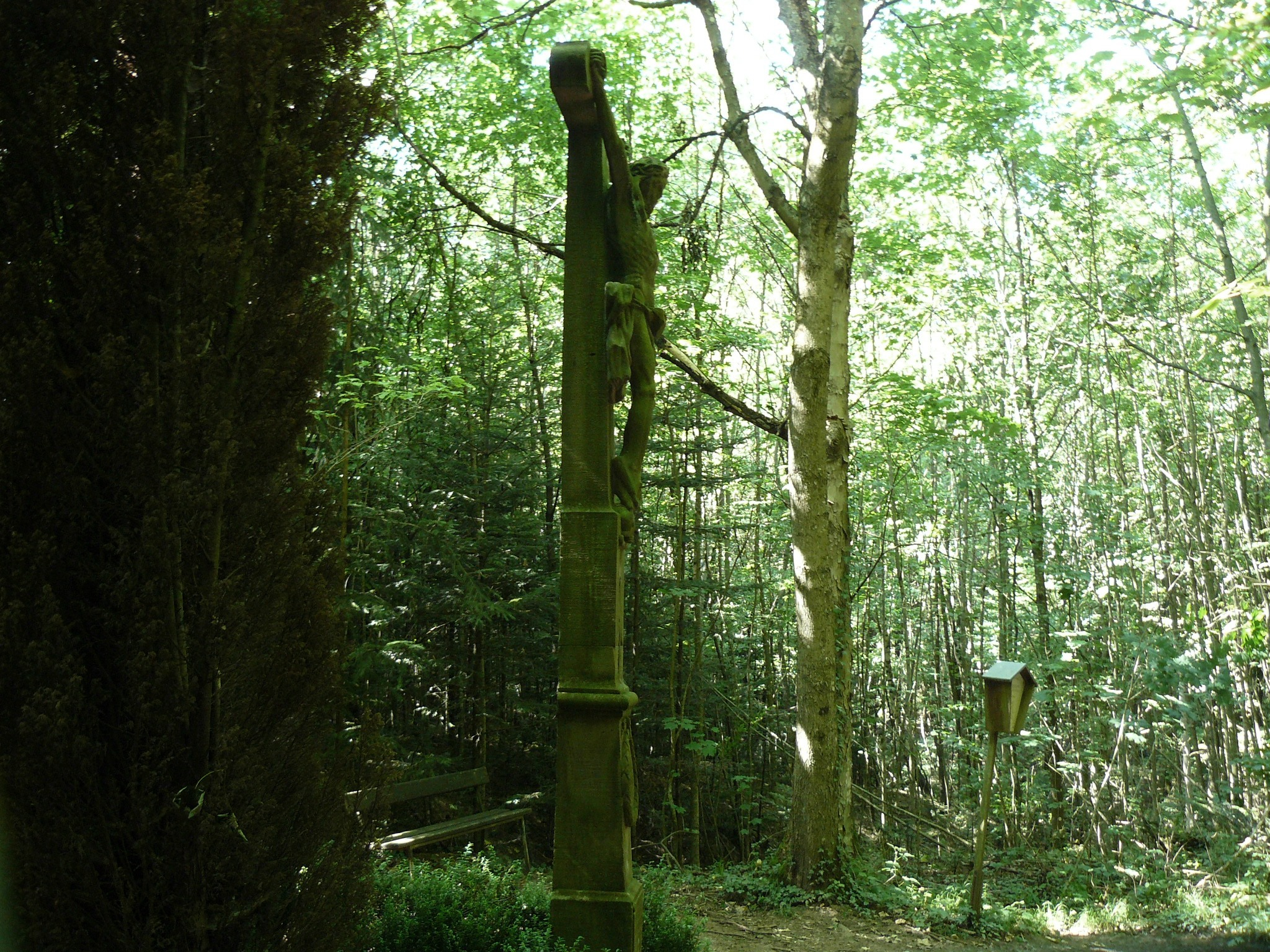
Calvaire de 1830 sur le sentier des pèlerins menant au Mont Sainte-Odile, entre Ottrott et le carrefour Saint-Gorgon.